# Поље (Крешево)
Поље је насељено место у Босни и Херцеговини у општини Крешево. Административно припада Федерацији Босне и Херцеговине, односно њеном Средњобосанском кантону. Према попису становништва из 2013. у насељу је било 836 становника, а већинску популацију чинили су Хрвати.

## Становништво
По последњем службеном попису становништва из 2013. године у овом насељу живело је 836 становника, а село је било етнички хомогено са већинском хрватском популацијом.
| Националност | 2013. | 1991.        | 1981.        | 1971.        |
| Бошњаци      | —     | 24 (4,98%)   | 14 (3,48%)   | 1 (0,29%)    |
| Хрвати       | —     | 427 (88,59%) | 368 (91,54%) | 321 (95,54%) |
| Срби         | —     | 3 (0,62%)    | 8 (1,99%)    | 12 (3,57%)   |
| Југословени  | —     | 21 (4,35%)   | 11 (2,73%)   | 0            |
| остали       | —     | 7 (1,45%)    | 1 (0,25%)    | 2 (0,59%)    |
| Укупно       | 836   | 482          | 402          | 336          |